# Schistocerca nitens
Schistocerca nitens es una especie de saltamontes perteneciente a la familia Acrididae, es un pariente cercano de la langosta del desierto ya que pertenecen al mismo género, y al igual que éste, también posee la fase de langosta. Este saltamontes es originario de la zona sur de América del Norte, incluyendo a México y el suroeste de los Estados Unidos, desde California hasta Texas. También se puede encontrar en algunas partes de los estados del Atlántico medio. Recientemente fue encontrado en Long Island, Nueva York.[cita requerida] También está presente en algunas partes de América Central. Vive en muchos hábitats, incluidos el desierto, los bosques y las zonas montañosas de menor elevación. Es un saltamontes de gran tamaño, que alcanza longitudes de 4 a 7 centímetros. Es principalmente marrón y gris manchado o parcheado en coloración críptica. Esta especie se conoce como plaga en plantas ornamentales y muchos tipos de plantas de cultivo.

## La población de Hawái
Es una especie invasiva problemática en Hawái. Este saltamontes suele ser solitario, pero se sabe que posee una fase gregaria. Un enjambre particularmente destructivo ocurrió en la isla hawaiana de Nihoa en 2004, destruyendo alrededor del 90% de la vegetación en la isla. Probablemente se introdujo en Hawái hace varias décadas y luego se extendió por el archipiélago volando; tiene la capacidad de volar como mínimo 482,803 km a través del océano.

## Ciclo de vida
El saltamontes se vuelve sexualmente maduro a los 3 o 4 meses de edad. Se puede ver cualquier etapa de su ciclo de vida en cualquier época del año, pero el adulto es menos activo durante el invierno y el otoño. El apareamiento generalmente ocurre en noches cálidas en verano y, a menudo, alrededor de luces brillantes.